# آلن «وایتی» اسنایدر
آلن «وایتی» اسنایدر (انگلیسی: Allan "Whitey" Snyder؛ ۷ اوت ۱۹۱۴ – ۱۶ آوریل ۱۹۹۴) چهره‌پرداز آمریکایی بود که در هالیوود فعالیت داشت. او بیشتر به‌عنوان چهره‌پرداز شخصی مریلین مونرو شناخته می‌شود.